# 弾道弾迎撃ミサイル制限条約
弾道弾迎撃ミサイル制限条約（だんどうだんげいげきミサイルせいげんじょうやく、Anti-Ballistic Missile Treaty）は、1972年に締結されたアメリカとソ連の間の軍備制限条約。弾道弾迎撃ミサイルの配備を制限した条約である。ABM条約とも。
2002年にアメリカが脱退したことから、事実上無効化した。

## 概要
そもそも、冷戦期において、アメリカとソ連は核兵器の増強を行っていた。しかし、軍備増強に歯止めをかける必要性を両国が認識し、1960年代後半より軍備の制限交渉が行われることとなった。（例として、1963年の部分的核実験禁止条約や1968年の核拡散防止条約などである）
両国とも1960年代までに攻撃用の大陸間弾道ミサイルを初めとする弾道ミサイルのみならず、弾道弾迎撃ミサイルの開発に成功していた。この弾道弾迎撃ミサイルの存在は、弾道ミサイルの一発あたりの有効性を低めるものであるために、弾道ミサイルの配備数の増加をもたらしていた。
そのため、弾道弾迎撃ミサイルの技術が確立したことにより相互確証破壊及び核抑止論の考えが成立しなくなり（つまり、戦争が勃発した際にどちらかが必ず戦勝国になる、互いに壊滅的状態にならない）、迎撃ミサイルを排除することで核抑止論を再構築しようとした。そのため、冷戦期の軍備抑制・核戦争抑止に結びついていたという評価もある。
第一次戦略兵器制限交渉において、核兵器運搬手段の配備数が制限されることとなり、それと対になるものとして、弾道ミサイル防御手段も制限されることとなり、弾道弾迎撃ミサイル制限条約も同時に1972年5月、モスクワで締結された。条約は1972年10月に発効している。
条約の内容は、米ソともABM配備基地を首都とミサイル基地一つの2箇所に制限するものである。なお、1974年7月に配備基地を1箇所に制限する議定書が結ばれている。これに基づき、アメリカはノースダコタ州グランドフォークス空軍基地、ソ連はモスクワ近郊にミサイルを配備した。ただし、アメリカのABMは間もなく運用中止となっている。
1980年代にアメリカで戦略防衛構想が研究された際には、本条約との関連が検討された。しかし、弾道弾を迎撃するのがミサイルではなくレーザーやビームであるということで、条約違反ではないということが取られた。なお、戦略防衛構想は実用化にはいたらなかった。
1990年代に入り、弾道ミサイルが大国のみならず、中小国においても開発・装備を行なわれるになった。アメリカはそれに対抗するためにミサイル防衛を研究することとなった。このミサイル防衛においては、ABM条約に抵触する部分があるとの懸念があり、ロシアはアメリカを批判した。しかし、アメリカはミサイル防衛を推進することを決定し、ABM条約を2002年6月13日に脱退した。